# Koos Duppen
Koos Duppen (Winterswijk, 1953 – Kropswolde, 27 mei 2011) was een Nederlands bestuurder en hoogleraar aan de Rijksuniversiteit Groningen.

## Leven en werk
Prof. dr. Duppen werd in 1953 in Winterswijk geboren. Hij studeerde scheikunde en theoretische natuurkunde aan de Rijksuniversiteit Groningen en studeerde cum laude af. In 1985 promoveerde hij tot doctor aan dezelfde universiteit in de fysische chemie en werd twee jaar later universitair docent bij de faculteit wiskunde en natuurwetenschappen. In 1999 werd Duppen benoemd tot hoogleraar initieel onderwijs en femtoseconde laserspectroscopie. Sinds 2001 werd hij aangesteld als faculteitsbestuurslid van de faculteit der wiskunde en natuurwetenschappen. Vanaf 2002 was hij zowel directeur van het Rekencentrum van de Rijksuniversiteit Groningen als directeur van het universitair ICT-centrum. In 2006 werd Duppen benoemd tot vicevoorzitter van het College van Bestuur van de Rijksuniversiteit Groningen.
Duppen verwierf internationale bekendheid doordat hij de eerste femtoseconde-laser in Nederland bouwde.
Op 18 mei 2011 werd Duppen geridderd tot officier in de Orde van Oranje-Nassau. Hij overleed op een 58-jarige leeftijd op 27 mei 2011 te Kropswolde.